# Сел ан Морван
Сел ан Морван (фр. Celle-en-Morvan) је насеље и општина у источном делу централне Француске у региону Бургоња, у департману Саона и Лоара која припада префектури Отен.
По подацима из 2011. године у општини је живело 458 становника, а густина насељености је износила 22,71 становника/km². Општина се простире на површини од 20,17 km². Налази се на средњој надморској висини од 347 метара (максималној 590 m, а минималној 307 m).

## Демографија
| 1962. | 1968. | 1975. | 1982. | 1990. | 1999. | 2011. |
| ----- | ----- | ----- | ----- | ----- | ----- | ----- |
| 421   | 423   | 397   | 421   | 517   | 502   | 458   |

График промене броја становника у току последњих година